# Marabel Morgan
Marabel Morgan (* 25. Juni 1937 in Crestline, Ohio als Marabel Hawk) ist eine US-amerikanische Sachbuchautorin.

## Leben
Marabel Morgan wurde als Tochter eines Wachmannes und einer Hausfrau, die dreimal verheiratet war, in Crestline, Ohio geboren. Nach ihrem High-School-Abschluss arbeitete sie einem Kosmetikgeschäft, um genügend Geld für ein Hauswirtschaftsstudium zu verdienen. Das Studium an der Ohio State University musste sie allerdings später mangels Geld abbrechen. Anschließend arbeitete sie als Beraterin für die Organisation Campus für Christus, darunter auch an der University of Miami, wo sie 1962 ihren späteren Ehemann Charles Morgan Junior kennen lernte. Beide heirateten 1964 und ließen sich in Miami nieder, wobei ihr Ehemann als Anwalt arbeitete und sie als Hausfrau die beiden gemeinsamen Töchter groß zog. Die erste Ehekrise kam nach etwa sechs Jahren, als Morgan unzufrieden mit sich selbst und ihrem Ehemann wurde und das Scheitern der Ehe im Raum stand. Sie erkannte für sich, dass sie ihren Ehemann nicht ändern könne, weswegen sie sich selbst ändern musste. Entgegen ihrem ursprünglich eigenen Willen fand sie die Lösung ihrer Probleme in absoluter Ergebenheit zu ihrem Ehemann, was insbesondere auch sexuelle Auslieferung beinhaltete.
Noch im selben Jahr gründete sie 1970 mit der Total Woman, Inc. eine Firma, welche sich um die Vermarktung dieser Idee kümmern sollte. So gab sie fortan Seminare für christlich orientierte Ehefrauen und wie diese sich in Ergebenheit gegenüber ihren Ehemännern zeigen sollten. Die Seminare bestanden aus vier zweistündigen Sitzungen für 15 US-Dollar. Nach einigen Jahren hatte sie über 100 Dozenten ausgebildet, die in 28 Bundesstaaten und Kanada weitere Kurse gaben. Bis 1975 gab es bereits über 15.000 Absolventen, darunter die Sängerin Anita Bryant, die Ehefrauen von Jack Nicklaus und Joe Frazier, sowie 12 Spielerfrauen vom American-Football-Team Miami Dolphins, welches just mit Beendigung der Kursteilnahme als erste Footballmannschaft überhaupt eine Saison ohne Niederlage beendete.
Ihre vier Grundgedanken, die Fehler des Mannes zu ignorieren und an seine Tugenden zu denken, ihn körperlich zu bewundern, ihn zu schätzen und an den Gedanken anzupassen, dass der Ehemann der König und die Ehefrau die Königin sei, schrieb sie in dem Sachbuch The Total Woman nieder. Dieses wurde im Dezember 1973 bei dem kleinen Verlag Fleming H. Revell Company, welcher wiederum ein Tochterunternehmen des evangelikalisch orientierten Verlagsgruppe Baker Publishing Group war, veröffentlicht. Die Startauflage lag bei 5000 Exemplaren und das Buch verkaufte sich innerhalb des ersten Jahres über 500.000 Mal, wodurch es das erfolgreichste Sachbuch 1974 in den USA wurde. Die Taschenbuchrechte wurden für über 600.000 US-Dollar verkauft. Der Bestseller wurde in mehrere Sprachen übersetzt und erschien 1977 nach einer Übersetzung von Arnold Sperling-Botteron beim Schweizer Leonis-Verlag unter dem Titel Die totale Frau, wobei es sich über die Jahre so weit verkaufte, dass 1994 mit der siebten und bisher letzten Auflage das Buch erneut erschien. Insgesamt verkaufte sich das Buch bis heute weltweit über 10 Mio. Mal.
Mit dem Erfolg kamen die Buchtouren und die häufigen Besuche bei der „Phil Donahue Show“, ein Coverbild des Time-Magazins vom 14. März 1977 und sehr viel Kritik seitens feministischer Gruppierungen. Allerdings nicht ausschließlich, die vermeintlich propagierte Versklavung der Ehefrau wurde auch von theologischer Seite kritisiert, so wurden die Ideen Morgans vom Theologen Martin E. Marty als „krank“ beschrieben. Die Sexualwissenschaftler Masters und Johnson sahen in dem Buch „Ungenauigkeiten [...] Klischees [und] altmodische Dogmen“.
Marabel Morgan diente als Inspiration für mehrere Film- und Fernsehproduktionen. So basierte bereits die am 23. September 1977 ausgestrahlte Folge Ärger in Kapitel 17 der Kriminalserie Detektiv Rockford – Anruf genügt, in der die Bestsellerautorin Anne Louise Clement, gespielt von Claudette Nevins, glaubt, dass ihr Buch über das perfekte Verhalten einer Ehefrau der Grund für die Morddrohungen gegen ihre Familie sei, weswegen sie Jim Rockford, gespielt von James Garner als Bodyguard anheuert. In der Komödie Grüne Tomaten versucht Evelyn Couch, gespielt von Kathy Bates ihren Mann damit zu verführen, indem sie sich in Adhäsionsfolie wickelt. Diese Verführungsmethode wurde von Morgan in The Total Woman vorgeschlagen.

## Werke (Auswahl)
- The Total Woman (1973)
  - Die totale Frau, Leonis Verlag, Zürich 1977, ISBN 3-7210-6107-1
- Total Joy (1983)
- The Total Woman Cookbook (1980)
- The Electric Woman (1986)